# General Bathymetric Chart of the Oceans
La General Bathymetric Chart of the Oceans, (in italiano Carta batimetrica generale degli oceani), conosciuta anche con la sigla GEBCO, è una rappresentazione batimetrica degli oceani e dei mari del mondo.
Il progetto, attualmente operante sotto gli auspici dell'Organizzazione idrografica internazionale e della Commissione oceanografica intergovernativa dell'UNESCO, nacque con lo scopo di preparare una serie di carte geografiche, a copertura globale, rappresentanti l'andamento del fondale marino, soprattutto ad uso scientifico.
Le mappe e i prodotti editi dal GEBCO, nel corso degli anni, sono diventate le carte di riferimento della batimetria degli oceani a livello globale.

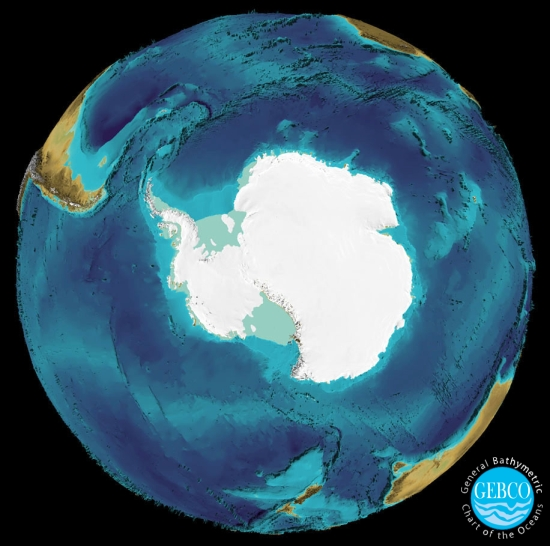
Rappresentazione 3D dei fondali dell'area antartica.

## Storia
L'importanza di disporre di una serie di mappe che descrivessero l'andamento del fondo marino fu una conseguenza della esplosione di interesse per l'esplorazione e lo studio del globo, verificatasi a cavallo fra il XIX ed il XX secolo. Il progetto GEBCO nacque nel 1903, grazie ad un gruppo internazionale di geografi ed oceanografi, guidati da Alberto I di Monaco, organizzatore e finanziatore del progetto. Nel 2003 per celebrare i primi 100 anni di vita del progetto, è stato edito il libro The History of GEBCO 1903-2003 che descrive quanto realizzato in un secolo.
Dal 1903 ad oggi sono state prodotte cinque differenti serie di carte batimetriche, composta da 24 carte a scala 1:10.000.000 per coprire, in modo adeguato, tutti i mari e gli oceani.
La mole di dati raccolti nel corso degli anni è resa disponibile, sotto forma digitale, a favore del mondo scientifico ed educativo.

## Organizzazione

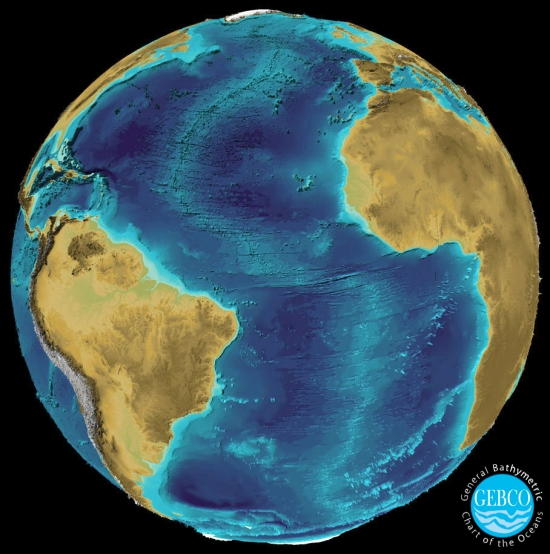
Rappresentazione 3D dei fondali dell'area atlantica.

Il lavoro è svolto materialmente da un gruppo internazionale di esperti nella mappatura dei fondali marini, i quali hanno sviluppato una notevole varietà di prodotti, batimetrici e non.
Il progetto ha anche attivato un corso universitario di formazione per la batimetria oceanica, originariamente pensato a favore dei Paesi in via di sviluppo ma, successivamente, aperto alla frequenza di tutti, sponsorizzato dalla Nippon Foundation (Giappone) e tenuto presso l'Università del New Hampshire.